# Elena Danilova
Elena Jur'evna Danilova (in russo Елена Юрьевна Данилова?; Voronež, 17 giugno 1987) è un'ex calciatrice russa, attaccante.

## Carriera

### Club
Nata a Voronež, iniziò a giocare a calcio all'età di undici anni per poi entrare nella rosa dell'Ėnergija Voronež nel 2001. Dopo quattro stagioni all'Ėnergija Voronež, passò prima al Rjazan'-VDV e l'anno dopo allo Spartak Mosca. Nel 2007 assieme alla connazionale Elena Terechova si trasferì negli Stati Uniti per disputare il campionato di Women's Premier Soccer League con la maglia dell'Indiana. Disputò due stagioni in WPSL, vincendo il campionato al termine della stagione 2007. A causa di un grave infortunio al ginocchio, perse l'intera stagione 2008 e parte della stagione 2009. Rientrò in campo con la maglia del Rossijanka, tornando a disputare la Vysšij Divizion, massima serie del campionato russo. L'anno dopo tornò all'Ėnergija Voronež, per poi trasferirsi nel 2012 al Rjazan'-VDV. Con la maglia del Rjazan'-VDV ha vinto sia il campionato russo sia la coppa di Russia.

### Nazionale
Nel 2003 esordì sia con la maglia della nazionale russa under-19 sia con la nazionale maggiore. Con la nazionale under-19 disputò i campionati europei di categoria 2004 e 2005. Nell'edizione 2005 contribuì con le sue nove reti complessive al trionfo della nazionale russa: decisiva la sua tripletta contro la Germania in semifinale e la rete del momentaneo vantaggio nella finale contro la Francia. Risultò come una delle migliori giocatrici del torneo.
L'esordio con la nazionale maggiore fu il 2 ottobre in occasione dei quarti di finale del campionato mondiale 2003 contro la Germania: la partita venne persa 1-7, ma la sedicenne Elena Danilova si distinse realizzando l'unica rete russa, dopo esser entrata in campo all'inizio del secondo tempo. Nel 2009 rientrò dall'infortunio al ginocchio in tempo per partecipare al campionato europeo 2009, con la Russia eliminata nella fase a giorni con tre partite perse su tre. Dopo aver disputato due partite e realizzato due reti nelle qualificazioni al campionato europeo 2017, è stata convocata dalla selezionatrice Elena Fomina per fare parte della squadra partecipante al campionato europeo 2017.

## Palmarès

### Club
- Campionato russo: 2

Rjazan'-VDV: 2013, 2018
- Coppa di Russia: 1

Rjazan'-VDV: 2014
- Women's Premier Soccer League: 1

Indiana: 2007

### Nazionale
- Campionato europeo femminile Under 19 di calcio: 1

2005

### Individuale
- Capocannoniere al Campionato europeo femminile Under 19 di calcio: 2

Ungheria 2005 (9 reti), Svizzera 2006 (7 reti)
- UEFA Golden Player: 1

Campionato europeo femminile Under 19 di calcio 2005